# Altura (Castellón)
Altura (auch: Villa de Altura) ist eine Gemeinde (Municipio) mit 3.790 Einwohnern (Stand: 2024) in der Provinz Castellón in der spanischen autonomomen Region Valencia.

## Geographie
Altura liegt etwa 55 Kilometer westsüdwestlich der Provinzhauptstadt Castellón de la Plana und etwa 55 Kilometer nordnordwestlich von Valencia im Bezirk Alto Palancia. Ein Teil der Gemeinde gehört zum Naturpark Parque natural de la Sierra Calderona.

## Sehenswürdigkeiten
- Reste der Kartause von Val de Crist
- alte Michaeliskirche
- neue Michaeliskirche, 1783–1789 erbaut
- Höhlenkapelle (Santuario de la Cueva Santa bzw. Cueva del Latonero)

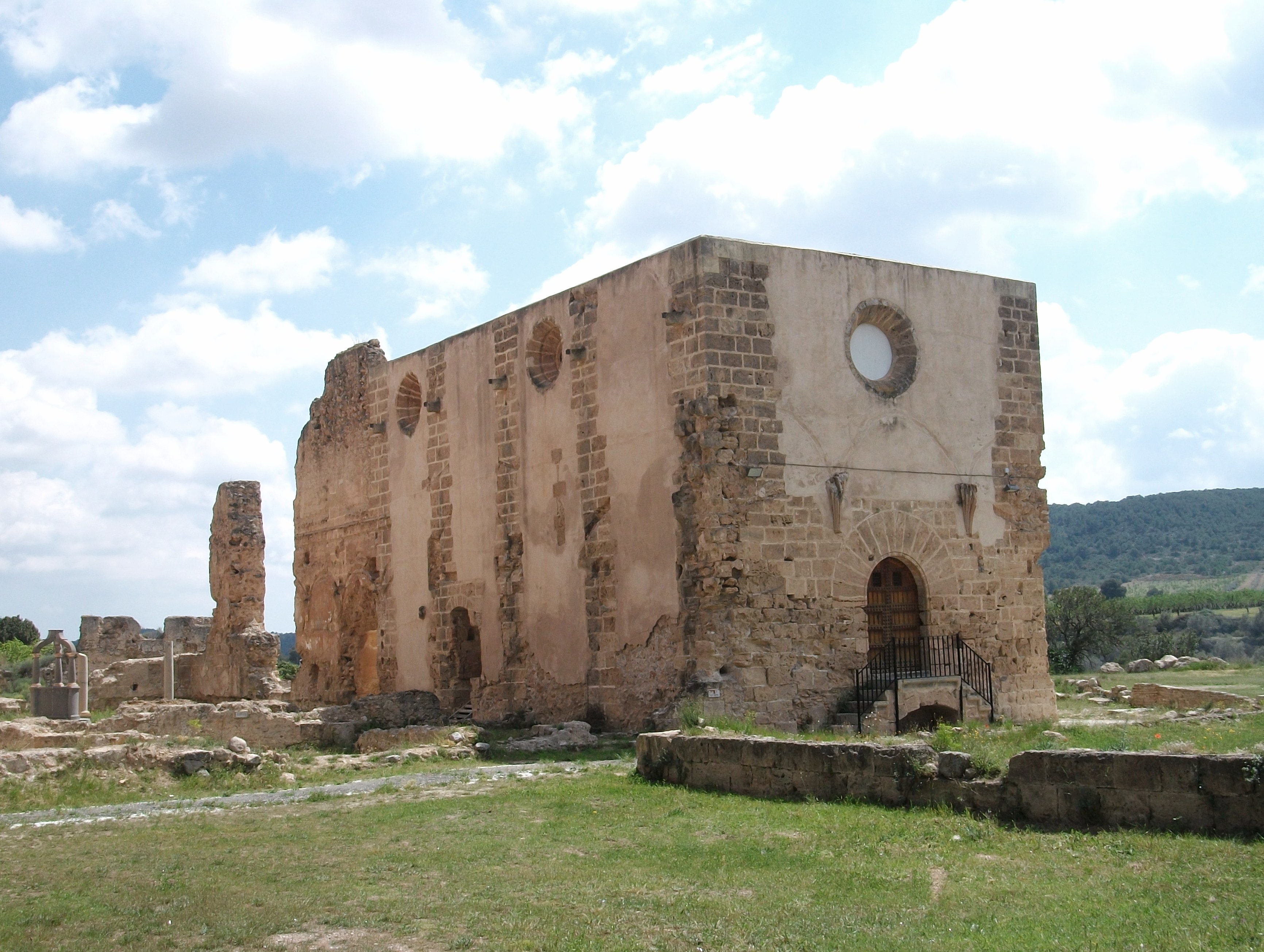
Reste der Kartause von Val de Crist (hier: Martinskapelle)
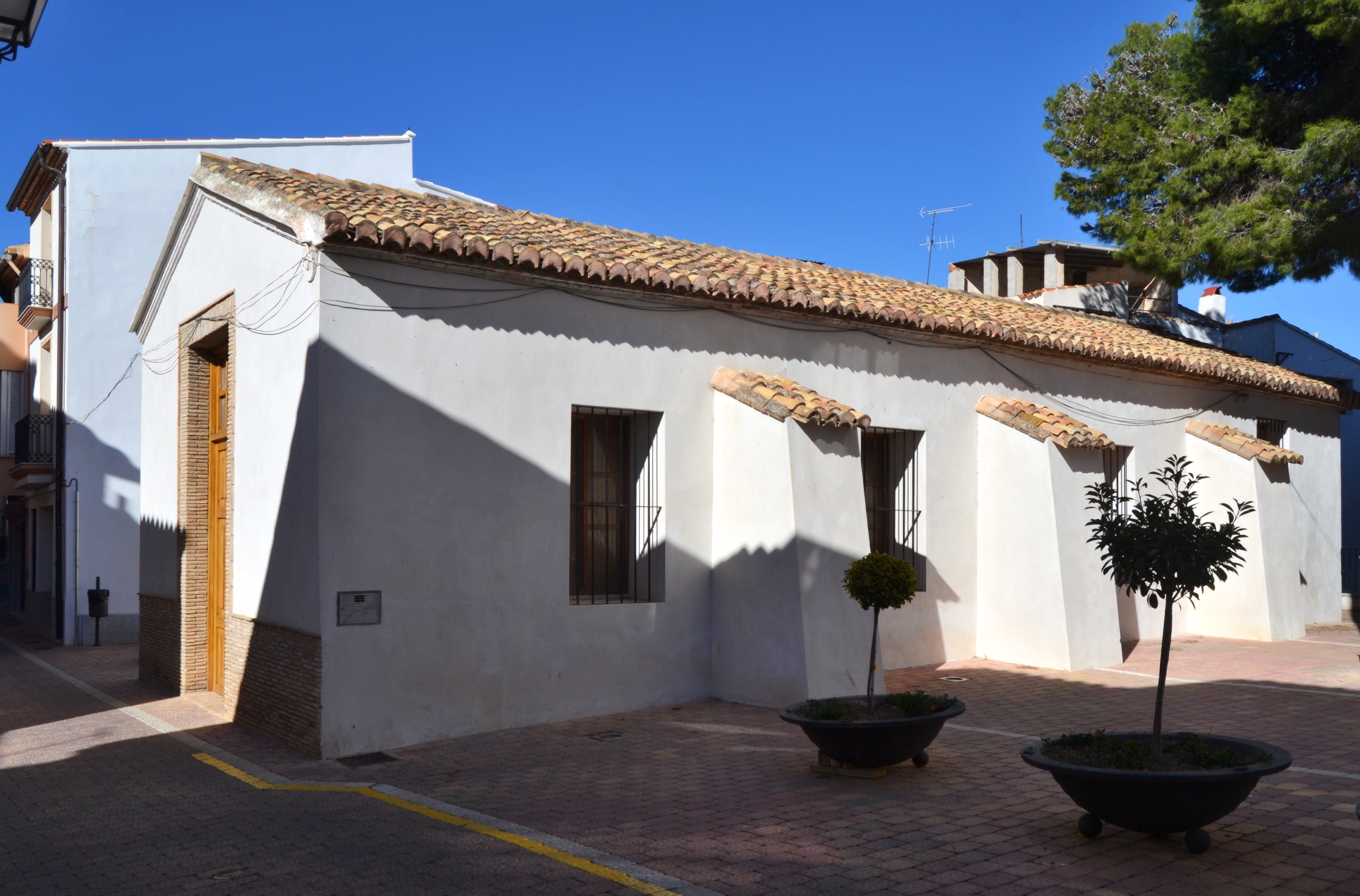
Alte Michaeliskirche
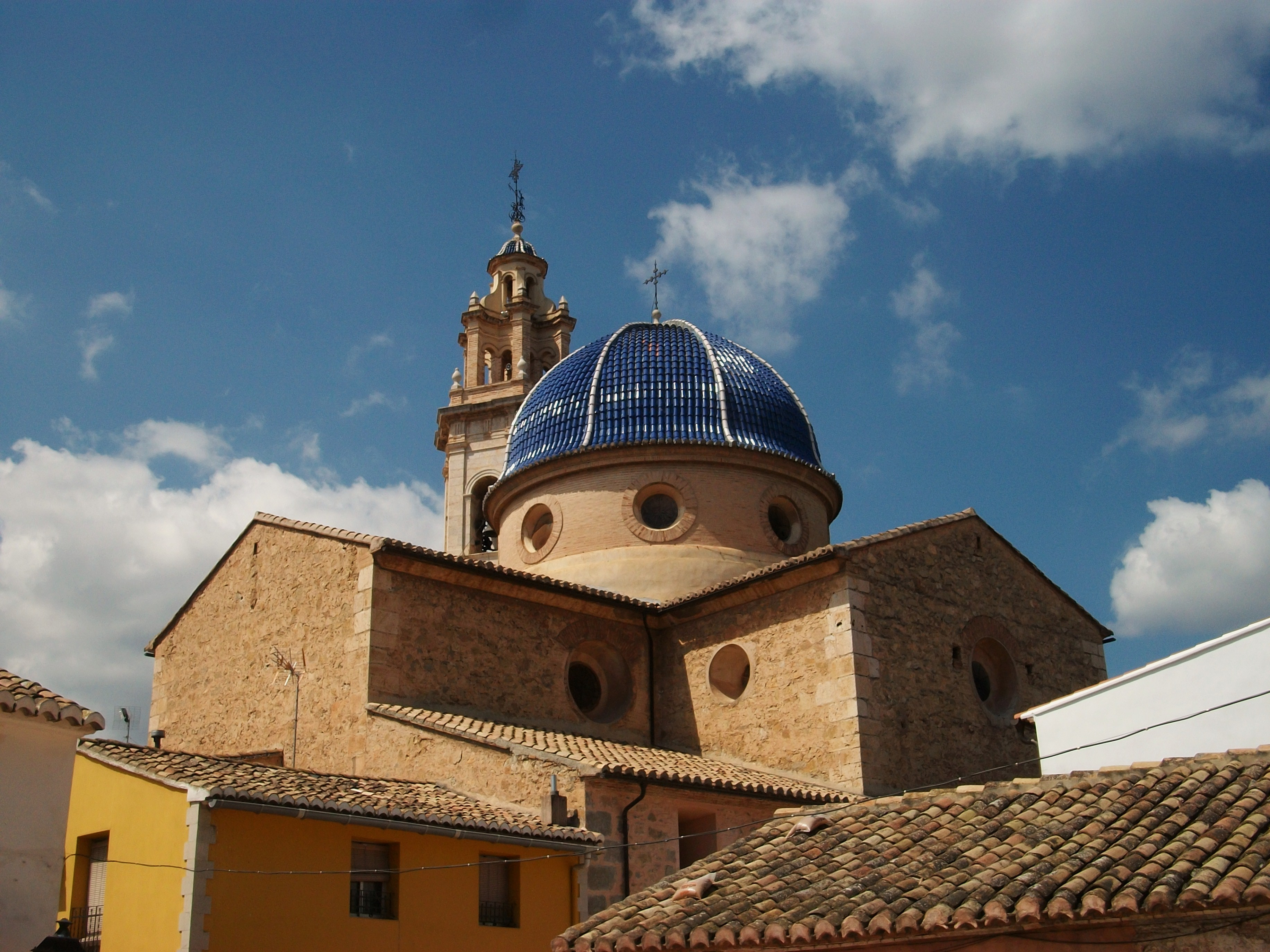
Neue Michaeliskirche
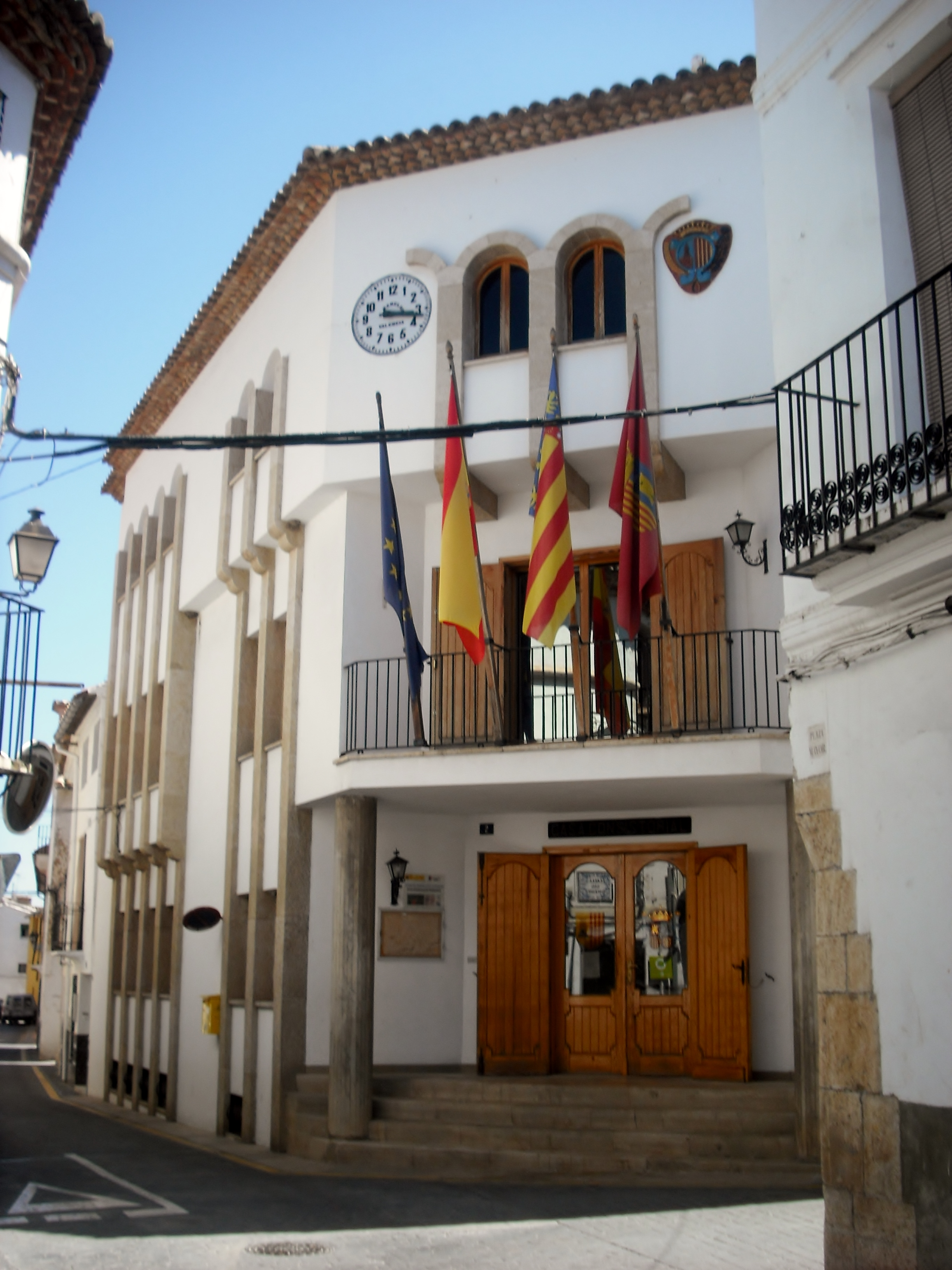
Rathaus

## Gemeindepartnerschaft
Mit der französischen Gemeinde Hauteville-lès-Dijon im Département Côte-d’Or (Region Bourgogne-Franche-Comté) besteht eine Partnerschaft.